# I magliari
I magliari is een Italiaanse dramafilm uit 1959 onder regie van Francesco Rosi.

## Verhaal
Mario Balducci is een Italiaanse gastarbeider in West-Duitsland. Wanneer hij zijn baan verliest, komt hij terecht bij een groep reizende verkopers. Hun werk is eigenlijk een dekmantel voor oplichting.

## Rolverdeling
| Acteur            | Personage         |
| ----------------- | ----------------- |
| Alberto Sordi     | Totonno           |
| Belinda Lee       | Paula Mayer       |
| Renato Salvatori  | Mario Balducci    |
| Nino Vingelli     | Vincenzo          |
| Aldo Giuffrè      | Armando           |
| Aldo Bufi Landi   | Rodolfo Valentino |
| Nino Di Napoli    | Ciro              |
| Jacqueline Vandal | Frida             |
| Joseph Dahmen     | Mayer             |